# Kanal 31
Kanal 31 (kasachisch 31 арна, russisch 31 канал) ist ein privater Fernsehsender in Kasachstan mit Sitz in der ehemaligen Hauptstadt Almaty. Er sendet in kasachischer und russischer Sprache 24 Stunden täglich.

## Geschichte
Der Sender wurde 1992 gegründet und nahm den Sendebetrieb am 12. April 1993 auf.
Seit März 2008 gehören dem russischen Medienunternehmen STS Media rund 20 Prozent der Anteile von Kanal 31. Seitdem setzt sich das Programm zu 60 Prozent aus Serien und Shows von STS Media und 40 Prozent Eigenproduktionen und anderen ausländischen Produktionen zusammen.

## Programm
Das Sendeprogramm von Kanal 31 besteht aus Nachrichten, Sportsendungen und Talkshows. Ebenfalls im Programm befinden sich Spielfilme, TV-Serien und Kinderserien. Unter den ausländischen Serien, die Kanal 31 ausstrahlt, befinden sich unter anderem Aaron Stone und Phineas und Ferb.